# Дмитрян Ганна Михайлівна
Ганна Михайлівна Дмитрян (1843, м. Новомиргород, Єлисаветградський повіт, Херсонська губернія, за іншими даними с. Листопадове Чигиринського повіту Київської губернії Російська імперія — 13 січня 1913, м. Бобринець, Єлисаветградський повіт, Херсонська губернія) — українська меценатка та філантропка грецького походження, відома своєю благодійною діяльністю в галузі охорони здоров’я та духовного життя. Ініціаторка й спонсорка будівництва лікарень у Єлисаветграді (нині Кропивницький) і Новомиргороді, храму Св. Пантелеймона в Бобринці та Вознесенського собору.

## Життєпис
Народилася 1843 року у родині купця грецького походження Михайла Івановича Мартакі. Мати — українка. Після смерті батька Ганна отримала у спадок значні капітали, частина з яких зберігалася в Каїрі. З міркувань безпеки вивела з рахунків лише частину спадку.
У 1863 році одружилася з партнером її батька Афанасієм Федоровичем Дмитряном, купцем грецького походження, який був старший за неї на 30 років. Подружжя здійснило весільну мандрівку Європою, після чого оселилося у маєтку поблизу Новомиргорода.  Шлюб тривав понад 20 років. У 1884 році овдовіла. Втратила єдину доньку Анну, яка померла у віці одного року від сухот. Це спонукало її присвятити життя доброчинності.

## Благодійна діяльність

### Церква Святого Пантелеймона (Бобринець)
Після переїзду до Бобринця ініціювала будівництво храму Святого Пантелеймона (кін. ХІХ ст.). Церква вирізнялася оздобленням: стіни облицьовані кахлями, фарфоровий іконостас виготовлено в старовізантійському стилі, інтер’єр розписано рідким золотом. За переказами, храм було зруйновано радянською владою 1939 року.

### Лікарня Святої Анни (Єлисаветград)
У 1901 році набула земельну ділянку біля залізничного вокзалу Єлисаветграда. У 1904 році збудувала лікарню, яку назвала на честь покійної доньки — Святої Анни. Спочатку проєкт доручили міському архітектору Олександру Лишневському, однак згодом, з ініціативи благодійниці остаточний проєкт з урахуванням побажань замовниці виконав архітектор — Яків Паученко, інженери — Євген Тамм та Фрідріх Шрейтель. Заклад був обладнаний паровим опаленням, власною електростанцією, каналізацією, фонтаном, сквером і дубовими підлогами. Дмитрян особисто контролювала процес будівництва, закладаючи монети у фундамент. Діяла система біоасенізації, завдяки якій у лікарні св. Анни у 1904 році були ванні кімнати та внутрішні туалети для персоналу і хворих.
Урочисте закладання будівлі відбулося 9 липня 1902 року, а 18 травня 1904 року лікарню було освячено та відкрито для відвідувачів. Заклад отримав назву «Лікарня Святої Анни» — на честь покійної доньки благодійниці.

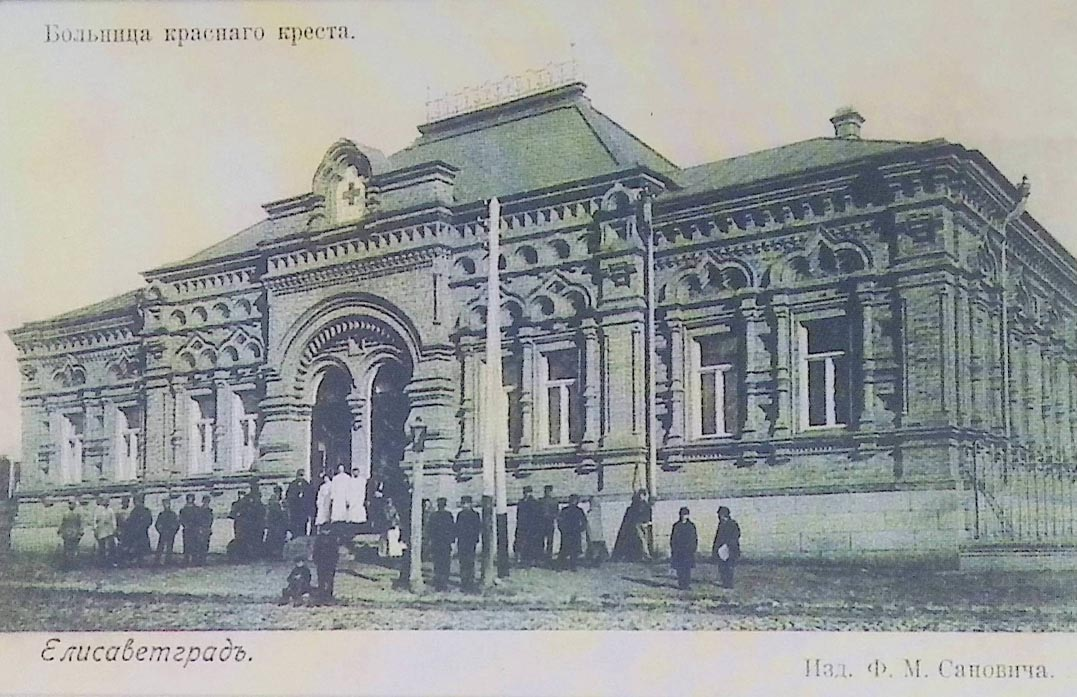
Фото амбулаторії лікарні Червоного Хреста – Св. Анни. ДАКірО, ДІФ, «На память о родном крае. История Центральной Украины в слове, красках, фотографиях и почтовых открытках» (авт.-упор. О.Чуднов), інв. № 9678

Анна Дмитрян окреслила ключові умови передачі лікарні у відання Російського Товариства Червоного Хреста:
- Заклад має мати ім’я Святої Анни;
- 20 безплатних ліжок призначено для пацієнтів християнської віри з малозабезпечених верств населення, і ця кількість не підлягає зменшенню;
- Лікарня повинна дотримуватись сучасних наукових та медичних стандартів  та слугувати місцем навчання молодих медиків;
- Обов'язкове щорічне звітування та незалежний лікар-наглядач;
- У разі зростання кількості пожертв, необхідних для утримання ліжок, поступово всі 40 місць мають стати безплатними;
- Заборонено збільшувати кількість платних місць коштом безплатних;
- Головним лікарем і довічним директором призначено лікаря Олександра Юцкевича.[3]

Для забезпечення стабільного функціонування закладу Ганна Дмитрян передала до Державного банку цінні папери на суму 300 тисяч рублів, які мали забезпечувати лікарню відсотковими надходженнями. Додатково, при відкритті, вона внесла ще 12 тисяч рублів на її потреби.
На будівництво було витрачено близько 200 тисяч рублів, ще 300 тисяч — на подальше утримання. 
Лікарня функціонує й сьогодні, зберігаючи історичну назву та первинне архітектурне обличчя. У 2018 році на її фасаді встановлено барельєф Ганні Дмитрян.

### Вознесенський собор
У 1912 році пожертвувала кошти на завершення будівництва Вознесенського собору в Бобринці, що велося з 1898 року. Додатково профінансувала будівництво церковноприходського училища та гуртожитку для причти.

### Лікарня в Новомиргороді
У 1910 році профінансувала спорудження лікарні в Новомиргороді. Проєкт виконав Яків Паученко. Для закладу особисто обрала талановитого лікаря — Кміту, якого найняла після співбесіди в Києві, гарантувавши високу оплату й житло. У народі лікарню називали «Цегляним дивом» або «Палацом для хворих».
Надала 50 тисяч золотих карбованців на розвиток лікарень у Бобринці та Витязівці.
Особливу увагу приділяла підбору персоналу та якості лікування. Зокрема, запросила в Новомиргород молодого талановитого лікаря Кміту, забезпечивши йому гідні умови праці.

## Відзнаки
Товариства Червоного Хреста
- Нагороджена знаком ордена І ступеня за заслуги у благодійності
- Нагороджена дипломом і званням «почесна опікунка» Єлисаветградської лікарні Червоного Хреста[1]

## Смерть і спадщина

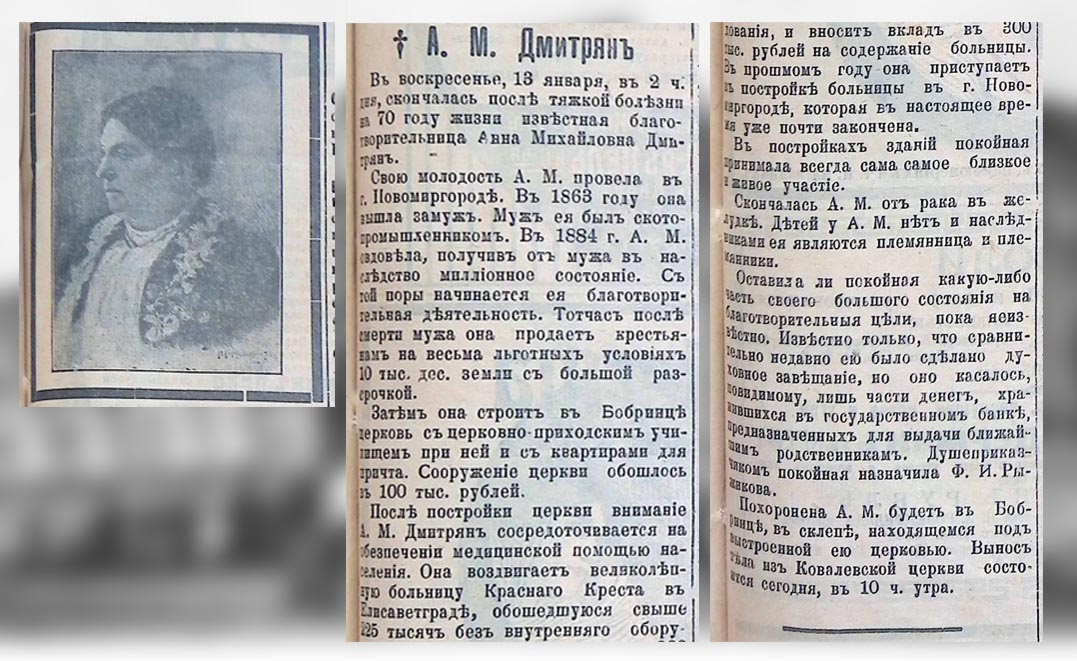
Некролог, який містить причини смерті та короткі біографічні відомості про Ганну Дмитрян, 15.01.1913 р. ДАКірО, ДІФ, газета «Голос Юга» від 15.01.1913, №12, арк. 24, інв. № Д-1107

Померла 13 січня 1913 року від раку шлунка. Була похована у родинному склепі під церквою Святого Пантелеймона в Бобринці. Існують свідчення, що склеп було знищено у 1930-х роках, а рештки перенесено місцевими жителями, однак документального підтвердження цьому немає. У своєму заповіті подбала про родичів, залишивши їм кошти на банківських рахунках.

## Вшанування пам’яті
2016 — вулицю Щорса у місті Кропивницький перейменовано на честь Ганни Дмитрян.
2018 — на фасаді лікарні Св. Анни встановлено барельєф благодійниці.